# يانا نوفوتنا
يانا نوفوتنا (بالتشيكية: Jana Novotná) (ولدت في 2 أكتوبر 1968 في مدينة برنو التشيكية - 19 نوفمبر 2017) هي لاعبة كرة مضرب متقاعدة. أهم ما ميز مشوارها في ملاعب كرة المضرب تمكنها من إحراز لقب بطولة ويمبلدون عام 1998 من المحاولة الثالثة. يذكر العديد من محبي كرة المضرب بكاءها على كتف دوقة كنت بعد خسارة نهائي ويمبلدون عام 1993 أمام اللاعبة شتيفي غراف بعد أن كانت متقدمة. كانت نوفنتنا لاعبة متميزة على مستوى الزوجي وتمكنت من الفوز بـ 16 لقب زوجي من بطولات الجراند سلام.

## بطولات الجراند سلام

### ألقاب (1)
| السنة | البطولة  | الخصم في النهائي | نتيجة المجموعات |
| 1998  | ويمبلدون | ناتالي توزيا     | 6-4, 7-6        |

### نهائي (3)
| السنة | البطولة           | الخصم في النهائي | نتيجة المجموعات |
| 1991  | أستراليا المفتوحة | مونيكا سيليش     | 5-7, 6-3, 6-1   |
| 1993  | ويمبلدون          | شتيفي غراف       | 7-6, 1-6, 6-4   |
| 1997  | ويمبلدون          | مارتينا هينغيز   | 2-6, 6-3, 6-3   |

## روابط خارجية
- يانا نوفوتنا على موقع رابطة محترفات التنس (الإنجليزية)
- يانا نوفوتنا على موقع الاتحاد الدولي لكرة المضرب (الإنجليزية)
- يانا نوفوتنا على موقع كأس بيلي جين كينغ (الإنجليزية)
- يانا نوفوتنا على موقع قاعة مشاهير كرة المضرب الدولية (الإنجليزية)
- يانا نوفوتنا على موقع بطولة ويمبلدون (الإنجليزية)
- يانا نوفوتنا على موقع خلاصة التنس.كوم (الإنجليزية)
- يانا نوفوتنا على موقع اللجنة الأولمبية الدولية (الإنجليزية)
- يانا نوفوتنا على موقع أوليمبيديا (الإنجليزية)
- يانا نوفوتنا على موقع اللجنة الأولمبية التشيكية (التشيكية)